# Poperingevaart
De Poperingevaart is een vaart die Poperinge verbindt met de rivier de IJzer, gegraven in 1166 in opdracht van graaf Filips van de Elzas.

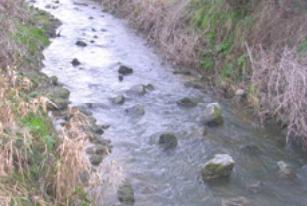
Op de Vleterbeek werd een natuurlijke vistrap
aangelegd met rotsblokken.

De bovenloop van de Poperingevaart wordt gevormd door de Vleterbeek, die ontspringt aan de Katsberg in Frankrijk en vanaf Abele België binnenstroomt.
De Poperingevaart stroomt in België door Poperinge, verder door Westvleteren, Oostvleteren (Vleteren), Stavele (Alveringem) en door de Ieperse deelgemeente Elverdinge.
Pas in het centrum van Poperinge komt de Vleterbeek samen met de Bommelaarsbeek-Hipshoekbeek en wordt ze de Poperingevaart genoemd.
Ter hoogte van de Elzendammebrug mondt de Poperingevaart uit in de IJzer.

## Geschiedenis
In de 14e eeuw onderging de Poperingevaart enkele ingrepen om ze bevaarbaar te maken. De beek werd verbreed, er werd een sluizencomplex gebouwd, spaarkommen werden aangelegd en een drietal vijvers moesten zorgen voor voldoende voeding voor de beek.
De Poperingevaart werd bevaarbaar vanaf 1366 vanaf de stadskern van Poperinge tot de monding in de IJzer.
Vanaf 1557 bevond zich aan de Poperingevaart, net opwaarts van de Switch Road, een dubbele stuwconstructie met schotbalken en een watermolen. Afwaarts van deze stuwconstructie ontstond een relatief groot verval. In de jaren 60 werden zowel de stuwconstructie als de watermolen afgebroken.